# Tony Gómez
Tony César Gómez (Melo, 23 de septiembre de 1966) es un exfutbolista uruguayo. Jugaba de lateral derecho o volante de marca. En la final de la Copa Intercontinental 1988 anotó el último penal que le otorgó la Copa Intercontinental por tercera vez a Nacional.
Llegó del interior para jugar en las formativas del Club Nacional de Football. Fue ascendido rápidamente a Primera División, debutando a los 16 años en el primer equipo. En 1988 obtuvo la Copa Libertadores y la Copa Intercontinental.

## Trayectoria
| Club                 | País      | Año       |
| -------------------- | --------- | --------- |
| River Plate          | Uruguay   | 1986-1987 |
| Nacional             | Uruguay   | 1987-1989 |
| San Lorenzo          | Argentina | 1989-1990 |
| Nacional             | Uruguay   | 1990-1993 |
| Barcelona SC         | Ecuador   | 1993-1994 |
| Independiente        | Argentina | 1994-1996 |
| Estudiantes          | Argentina | 1996-1997 |
| Nacional             | Uruguay   | 1997-1998 |
| Guangzhou Matsunichi | China     | 1998-1999 |
| Wanderers            | Uruguay   | 1999-2000 |
| Plaza Colonia        | Uruguay   | 2001-2002 |

También jugó para la selección uruguaya de fútbol, en la Copa América 1997 y en las eliminatorias a la Copa del Mundo 1998.
COMO Director Técnico de Fútbol 
Club Nacional de Football (Formativas)
Club Municipal (A. T.) 1.ª División /Guatemala
A. T. San Martín de Porres Perú 1.ª División profesional
D. T. Sub-17 / 19 / 23 Montevideo City Torque Uruguay (Grupo City)

## Palmarés

### Campeonatos nacionales
| Título                      | Club     | País    | Año  |
| --------------------------- | -------- | ------- | ---- |
| Primera División de Uruguay | Nacional | Uruguay | 1983 |
| Torneo Competencia          | Nacional | Uruguay | 1989 |
| Liguilla Pre-Libertadores   | Nacional | Uruguay | 1990 |
| Torneo Apertura             | Nacional | Uruguay | 1997 |

### Copas internacionales
| Título                | Club          | País         | Año  |
| --------------------- | ------------- | ------------ | ---- |
| Copa Libertadores     | Nacional      | Montevideo   | 1988 |
| Copa Intercontinental | Nacional      | Tokio        | 1988 |
| Copa Interamericana   | Nacional      | Buenos Aires | 1989 |
| Recopa Sudamericana   | Nacional      | Montevideo   | 1989 |
| Recopa Sudamericana   | Independiente | Tokio        | 1995 |